# Ricardo Dávila
Ricardo Dávila (Monterrey, Nuevo León, 24 de diciembre de 1974) es un actor, cineasta, productor, escritor, guionista y poeta mexicano afincado en España desde el 2000. Toda su obra, tanto libros como producciones, la ha producido de forma independiente.

## Biografía

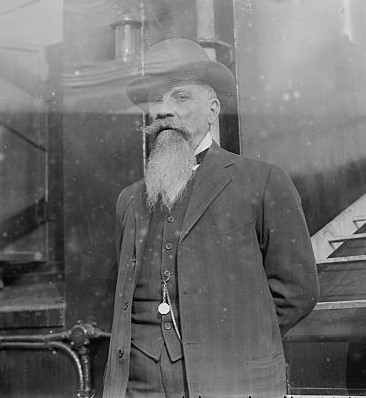
Bernardo Reyes 1909

Ricardo Dávila Díaz Flores es el tercer hijo de Ricardo Dávila Treviño y Susana Díaz Flores Ortiz. Su padre es un abogado y empresario mexicano reconocido por su gran cultura, personalidad e ingenio en los negocios.
Su abuelo, Bernardo Dávila Reyes, nieto del General Bernardo Reyes y sobrino del escritor mexicano Alfonso Reyes, fue un notable ingeniero químico apasionado del servicio, la cátedra, el deporte y el arte. Bajo el lema "Detrás del pavimento viene la civilización", dedicó sus años de gestión como Alcalde del Municipio de San Pedro a instalar llaves colectivas, agua potable, tender cables de energía eléctrica en colonias como Flor del Río, Los Pinos, entre otras. Además de iniciar las obras de infraestructura en Urbanización de la Sierra y construir bordes de protección para las familias que vivían en peligro por la creciente del Río Santa Catarina.

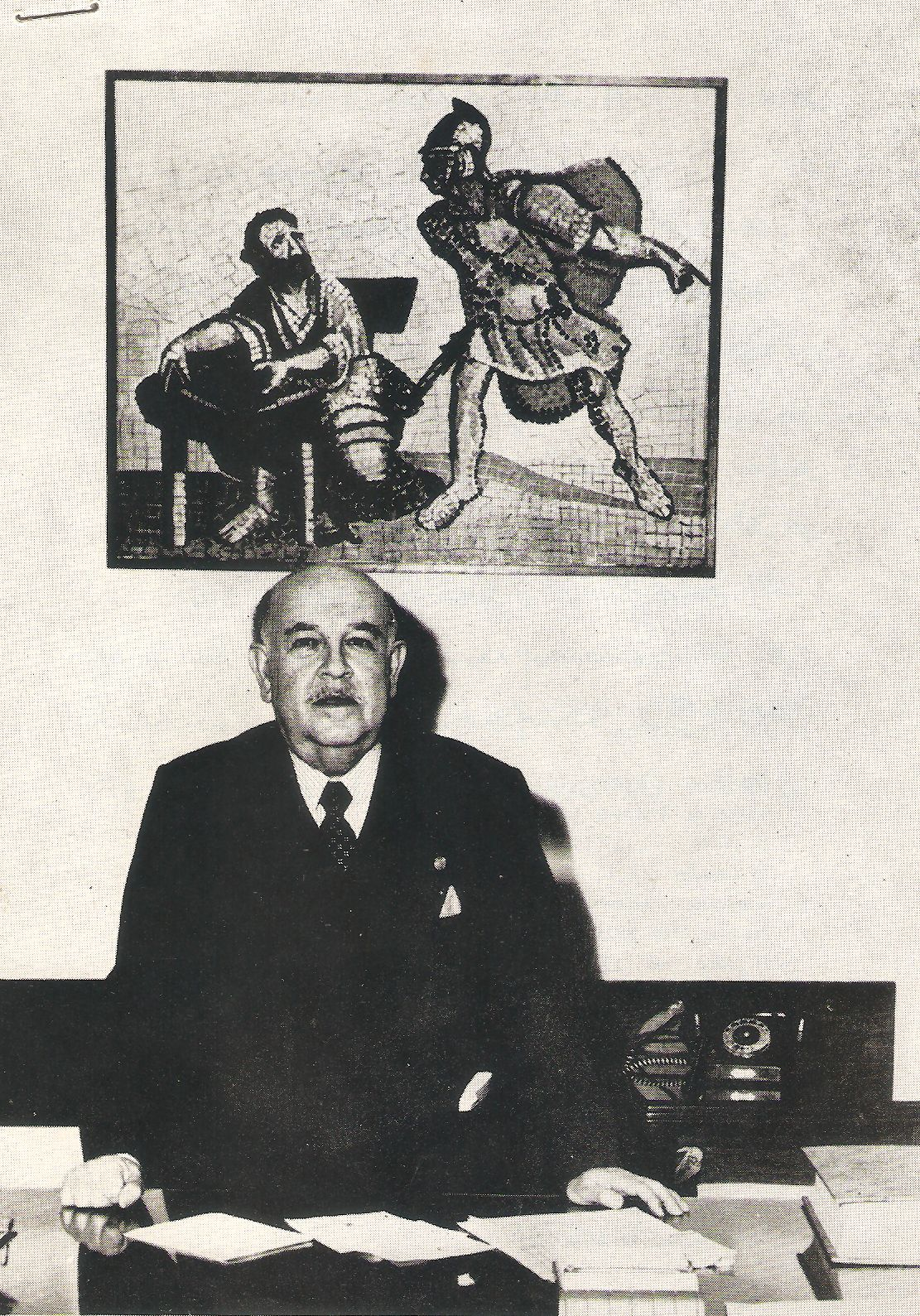
ALFONSO REYES 1889 - 1959 ESCRITOR MEXICANO (13451343033)

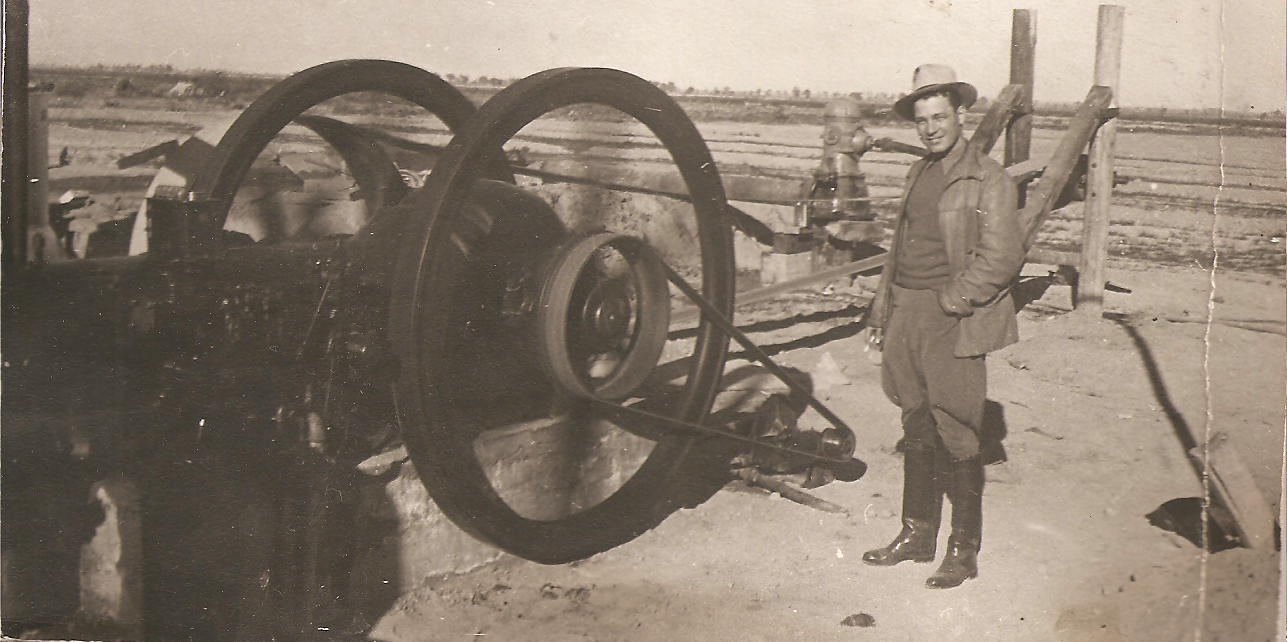
Benjamin Diaz Flores Smith, abuelo materno de Ricardo Dávila, en su rancho.

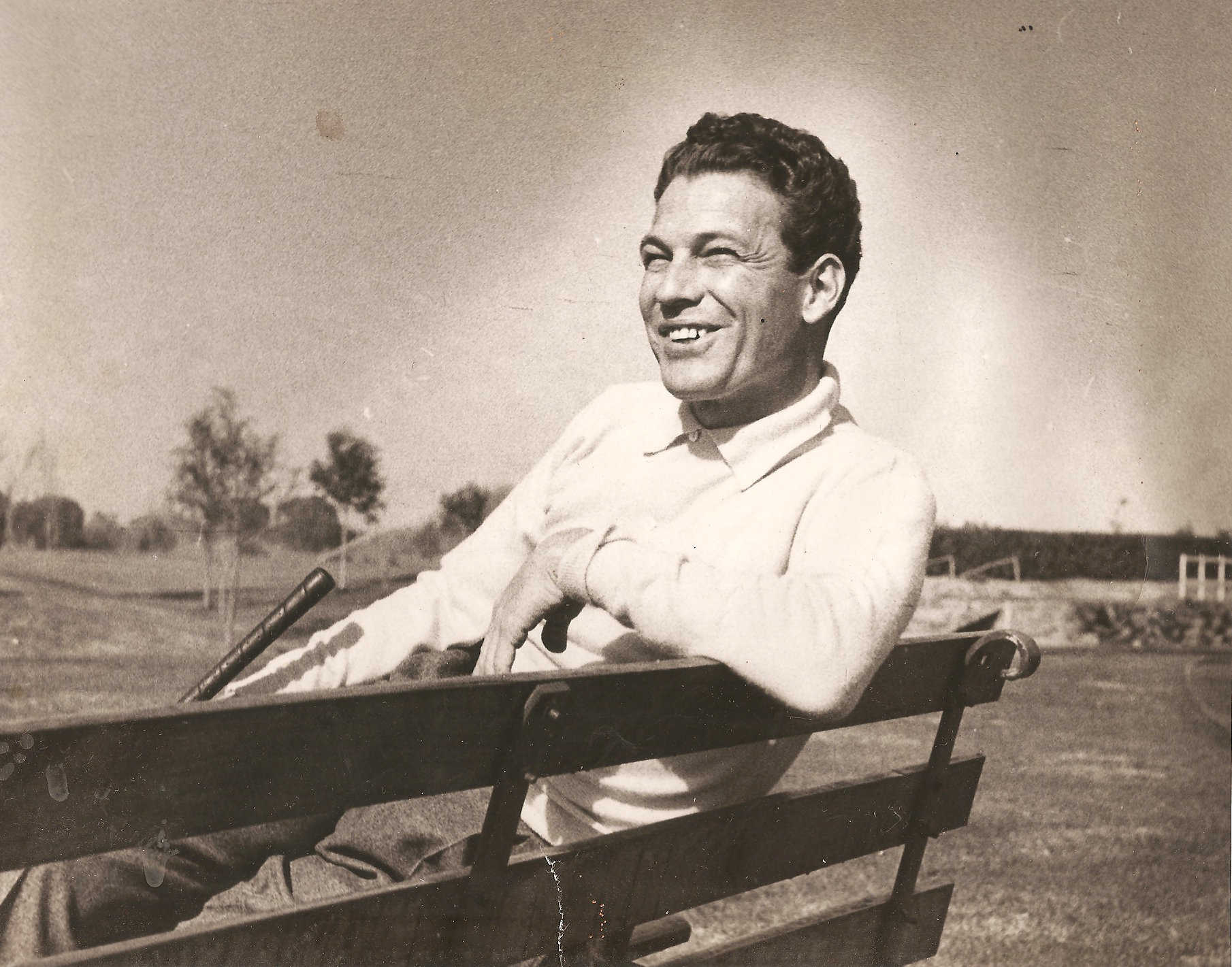
Benjamín Díaz Flores Smith

Benjamín Díaz Flores Smith, abuelo materno de Ricardo, fue un importante empresario de la ciudad de Torreón Coahuila. Fue tesorero de la administración municipal en 1954 para después dedicarse de lleno a la Agricultura. "He logrado encontrar en la agricultura  un medio para cooperar con del desarrollo de la Comarca Lagunera. La agricultura con la aplicación de la técnica agrícola moderna, da hoy día, una producción acelerada que se refleja en la economía de México."  Don Benjamín murió muy joven, a los 41 años, dejando a la ciudad entera conmocionada. "Muerto cuando se volcó el automóvil que conducía por salvar la vida de un ciclista imbécil que ni siquiera se detuvo para conocer a quien, con su muerte, le había salvado la vida", escribe Homero del Bosque Villarreal en su libro: Torreón. Cien años de ciudad.
Ricardo estudió en el Instituto Irlandés de Monterrey y posteriormente en la Universidad Mexicana del Noreste, graduándose como abogado en la Facultad Libre de Derecho de Monterrey, aunque nunca llegó a terminar su tesis sobre la pena privativa de libertad.
Comienza su andadura artística como músico, pero en el año 1994 empieza a colaborar como editorialista en la revista Sierra Madre del grupo Reforma con varias publicaciones que terminaron incluidas en su primer libro El reflejo de un momento, editado por él mismo en el año de 1996. "Yo empecé con la música, haciendo canciones. Al final las canciones eran bastante malas, pero las letras eran un poco salvables,algunos versos, algunas líneas eran buenas, así que me dediqué a escribir".
Tras la publicación de sus tres primeros libros, El reflejo de un momento (1996), Me faltará vida (1997), Pensamiento y Desvarío (1998) Ricardo se convierte en reportero del periódico El Norte de Monterrey- Edición Sierra Madre- continuando con la estrecha colaboración que inició en los comienzos de los años noventa. 
Durante 1998 y 1999 obtiene seis premios a lo mejor de las ediciones suburbanas en las categorías de Mejor reportaje y Mejor entrevista. Publica en esos mismos años sus libros Pacto de amor y sangre y Renacimiento. 
En el 2000, a la edad de 25 años se afinca en la ciudad de Madrid en donde comienza a dar más forma a sus presentaciones en vivo. Entre teatros, bares, y auditorios, Ricardo presenta Mi Dios es mujer, El coro de las aguas, Dicen que el amor es ciego. Ojalá lo fuera. En enero de 2005 comienza su incursión en el mundo del cine, como guionista y actor.  En 2007 comienza a escribir y a dirigir sus propias producciones.
En 2014 produce junto a la actriz Ángela Boj y en colaboración con la productora 7 Cuerdas Films su primer largometraje Los Encantados que fue estrenado en su propia plataforma web el 15 de marzo de 2016.
En 2016 comienza la producción de su segunda película El amor es nada, de nuevo haciendo mancuerna con la actriz Ángela Boj. Esta vez producen y dirigen juntos, además de actuarla. Según cuentan en el video Cabañuelas 
la película fue grabada por ellos dos solos con un teléfono móvil y dos micrófonos que iban situando en cada escena para captar los diálogos y el sonido ambiente. El amor es nada fue estrenada en el verano de 2017 en su propia plataforma web. Ese mismo año deciden reestrenar Los Encantados y ambas películas se quedan de forma permanente en www.ricardodavila.com
En 2018 publica su primer El Regreso de Coster el Niño, un disco con 9 canciones.

## Obra
Desde su inicio, la obra artística de Ricardo Dávila se caracteriza por mezclar humor, poesía y reflexión, dando a sus libros y producciones cinematográficas un estilo libre e independiente difícil de clasificar por su estructura espontánea.

## Filmografía

### Como director
Entre 2007 y 2012 dirigió un total de nueve cortometrajes, realizando en 2014 su primera película: Los Encantados  estrenada el 15 de marzo de 2016 en su propia plataforma web
PELÍCULAS
- Los Encantados (2016).
- El amor es nada (2017).

CORTOMETRAJES
- Amanecer mañana (2006).
- Ciento 11 lunas (2008).
- Al menos no en navidad (2008).
- Con pólvora en mis oídos (2009).
- El sueño de Ángela Froid: La trilogía (2009).
- Le llamarán Ian Bulnes (2010).
- El discurso del Sr. Kite (2011).
- Los Encantados (2012).

### Como actor
Además de actuar en sus propias producciones, Ricardo ha actuado en distintas películas, series y obras de teatro. 
PELÍCULAS
- No habrá paz para los malvados (Enrique Urbizu, 2011).
- El sueño de Iván (Roberto Santiago, 2011).
- El violín de piedra (Emilio Ruiz Barrachina, 2015).

SERIES
- Amar en tiempos revueltos (2005).
- Planta 25 (2007).
- Madrid DF (2007).
- Söfa con padre (2013-2014).

## Obra literaria

### Libros
- El reflejo de un momento. (1996).
- Me faltará vida. (1997).
- Pensamiento y desvarío". (1998).
- Renacimiento. (1999).
- Baladas madrileñas. Lo que dejó la yegua de la noche. (2003).
- Mi dios es mujer. Antología (2008).
- El coro de las aguas". Antología. (2008).

## Música

### Discos
- El Regreso de Coster el Niño. (2018).